# Bartosz Bachorski
Bartosz Bachorski (ur. 7 listopada 1970 w Warszawie) – polski siatkarz plażowy, pięciokrotny mistrz Polski w siatkówce plażowej.

## Kariera sportowa
Pięciokrotnie zdobywał mistrzostwo Polski (1997 - razem ze Pawłem Kadłubowskim, 1998, 1999, 2000 i 2001 - razem z Januszem Bułkowskim). Z J. Bułkowskim wystąpił na mistrzostwach Europy w 1999 (17. miejsce), 2000 (13. miejsce) i 2001 (7. miejsce) oraz mistrzostwach świata w 1999 (33. miejsce) i 2001 (33. miejsce).